# Eropterus
Eropterus es género de escarabajos que pertenece a la familia lícidos. Los escarabajos adultos son diurnos y a menudo se encuentran en las flores, donde comen néctar y polen. Otras especies probablemente no ingieran alimentos en su estadio de adultos. Las larvas se pueden encontrar debajo de la corteza, en el suelo o entre la hojarasca. Las piezas bucales sugieren que se nutren de alimentos líquidos. Se desconoce qué comen realmente, se ha sugerido material vegetal en descomposición y hongos limosos.

## Descripción
Las especies del género suelen ser de tamaño mediano, alrededor de 10 milímetros (0,4 plg), oblongas, en su mayoría de alas negras. Las coberteras son bastante suaves y coriáceas, pero en otras especies pueden estar muy quitinizadas y duras. Pueden tener una superficie en forma de red o costillas longitudinales. El escudo pectoral (pronoto) es más o menos cuadrado, con las esquinas traseras puntiagudas, generalmente rojo con una mancha central negra. La parte superior está dividida en varias células separadas por costillas elevadas. Las piernas son cortas y fuertes. Todos las patas tienen cinco articulaciones.
La cabeza es pequeña, más o menos dirigida hacia abajo, pero visible, vista desde arriba, es decir, no está cubierta por el escudo pectoral. En algunas especies es estrecho y alargado en un hocico largo. Las antenas son filamentosas, tienen entre 9 y 11 articulaciones, son largas, dentadas, en forma de peine o con excrecencias largas en forma de hojas, a menudo algo planas. Están unidos muy juntos en la frente, cerca de las facetas de los ojos.
Las larvas son alargadas y planas, generalmente duras (fuertemente esclerotizadas).

## Especies
Al menos 10 especies pertenecen al género Eropterus:
- Eropterus arculus Green, 1951
- Eropterus aritai (Sato & Ohbayashi, 1968)
- Eropterus bilineatus Green, 1951
- Eropterus flavipennis (Nakane, 1969)
- Eropterus glebulus
- Eropterus masumotoi Matsudai, 2011
- Eropterus ohkurai Matsuda
- Eropterus rectus Green, 1951
- Eropterus taiwanus Matsuda
- Eropterus trilineatus (Melsheimer, 1846)